# Rodney Scott
Rodney Scott, född 17 februari 1978 i Washington, D.C., är en amerikansk skådespelare. Han växte upp i Ocean City i Maryland. Under tonåren var han sportintresserad och spelade basket, fotboll och golf. Innan han blev skådespelare arbetade han som vaktmästare på Grauman's Chinese Theatre. Han är intresserad av litteratur och på fritiden tycker han om att läsa biografier.

## Filmografi i urval

### Filmer
- 1999 - Den sanna historien om familjen Partridge
- 2003 - Learning Curves
- 2006 - Last Sunset
- 2007 - D-War
- 2008 - Aces 'N' Eights
- 2009 - The Twenty

### TV-serier
- 1998 - Promised Land
- 1999 - Arkiv X
- 2000 - Dawsons Creek
- 2001 - På heder och samvete
- 2003 - CSI: Miami
- 2004 - På spaning i New York
- 2002-2005 - Drömmarnas tid
- 2007 - Close to Home
- 2005-2008 - Ghost Whisperer
- 2009 - The Unit